# Sweltsa oregonensis
Sweltsa oregonensis is een steenvlieg uit de familie groene steenvliegen (Chloroperlidae). De wetenschappelijke naam van de soort is voor het eerst geldig gepubliceerd in 1935 door Frison.